# Carl Otto Løvenskiold (erhvervsmand)
 Der er flere personer med dette navn, se Carl Otto Løvenskiold.
Carl Otto Løvenskiold (født 18. oktober 1953) er en norsk godsejer og skovejer. Han er koncernchef og eneejer af  Løvenskiold-Vækerø AS, som igen ejer byggevarekæden Maxbo og bedriften Bærums Verk. Han er Norges største skovejer med totalt 430 000 dekar udmark, og 3 500 dekar dyrket mark. Løvenskiold ejer næsten hele Nordmarka og det store Sørkedalsgods. 
Løvenskiold er for tiden præsident i Handels- og Servicenæringens Hovedorganisasjon. Løvenskiold har graden Master of Business Administration fra INSEAD, Fontainebleau, Frankrig.
Carl Otto Løvenskiold tilhører Løvenskiold-slægten og er opkaldt efter tidligere statsminister Carl Otto Løvenskiold.